# Burmattus nitidus
Burmattus nitidus är en spindelart som först beskrevs av Hu 2001.  Burmattus nitidus ingår i släktet Burmattus och familjen hoppspindlar. Inga underarter finns listade.